# Brutus (monster truck)
Brutus è un Monster truck che compete nella serie USHRA Monster Jam a partire dal 2001. Pilotato da Chris Bergeron, il veicolo fa parte, assieme al Monster Avenger pilotato da Jim Koehler, del Team Scream Monster Trucks.
Brutus è equipaggiato con un propulsore Blown 575 Chevrolet Big Block da 1800 CV abbinato ad una trasmissione Coan/Bewick Power Glide. I cerchioni sono Allen Pezo racing wheels montati in pneumatici Inch Goodyear 6 Ply Terra Tire da 66" sostenuti da sospensioni Nitrogen Charged Stage 2 da 26".
L'intera configurazione fa raggiungere al veicolo un peso superiore alle 4 Tonnellate.
Sin dal suo esordio, Brutus ha partecipato alle finali mondiali nel 2005, 2006 e 2007. In tutte le occasioni, il veicolo è stato irrimediabilmente danneggiato nei primi 25 secondi.